# 戴望
戴 望（たい ぼう、Dai Wang、1837年 - 1873年）。字は子高。清の儒学者。
浙江省徳清出身。4歳で父を喪い、9歳で烏程の程大可に師事し、『周易』『尚書』を学んだ。14歳で顔元の著作に触れ、以後広く顔元の書物を求めた。生涯を訓詁学に捧げ、謹厳実直な学問で知られた。また孫詒譲とも親しかった。曽国藩から金陵書局の編校として招聘されたが、36歳で南京にて死去した。